# Uomo (genere)

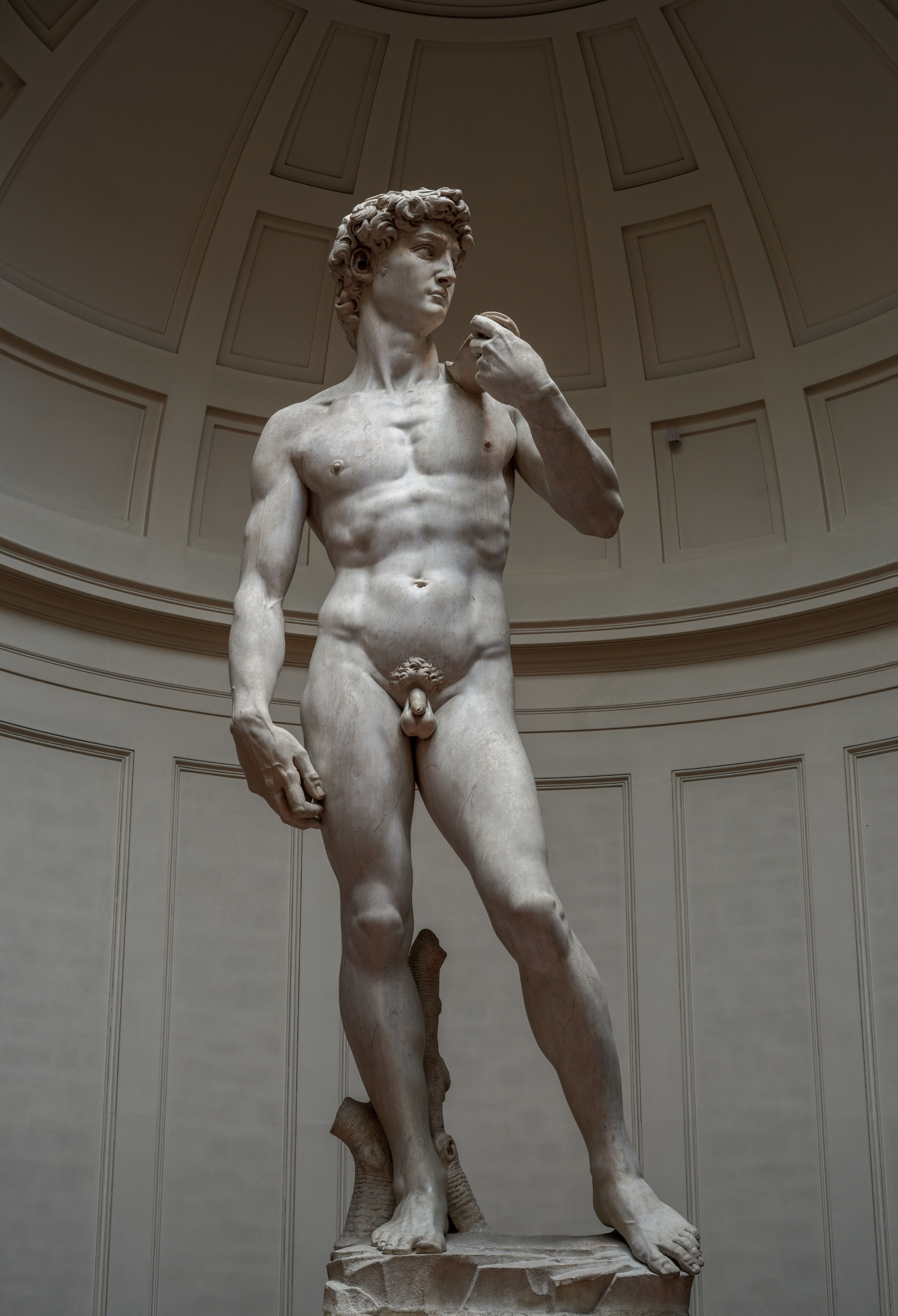
Il David di Michelangelo

L'uomo è il maschio adulto dell'essere umano (Homo sapiens). Si distingue dal maschio prepubere (che può essere chiamato, a seconda dell'età, ragazzo, fanciullo o bambino) e dalla donna. 

## Etimologia
La parola uomo deriva dal latino hŏmō, legato a hŭmus ‘terra’, avente senso, quindi, di "terrestre"; in francese e spagnolo, rispettivamente homme e hombre hanno la stessa origine, ma dal caso accusativo hŏmine(m). In inglese man ha origine dall'inglese antico nel quale significava "maschio adulto", come l'attuale termine tedesco Mann, che deriva a sua volta dal proto-germanico *mann-z, che significa "persona". Secondo Tacito, il progenitore mitologico delle tribù germaniche si chiamava "Mannus".
Accanto al termine homo, che indica l'essere umano in generale, senza specificazione di genere, il latino possiede anche il termine vir per indicare un essere umano adulto di sesso maschile; questa parola, che non ha discendente diretto in italiano, si ritrova in spagnolo come varón, col significato di essere umano di sesso maschile. Vir significa anche marito, maschio ed eroe. Da vir derivano sia gli aggettivi "virile" e "virtuoso", sia il sostantivo "virtù"..
Dal greco ἀνήρ, (anḕr), gen. ἀνδρός (andròs), di significato analogo al latino vir, derivano alcuni termini scientifici come "andrologia", "androgino", "andropausa", nonché i nomi propri Andrea o Alessandro. L'equivalente greco di homo è invece ἄνθρωπος (ànthrōpos) da cui derivano altri termini scientifici come "antropologia", "antroposofia", "antropomorfo" e così via.

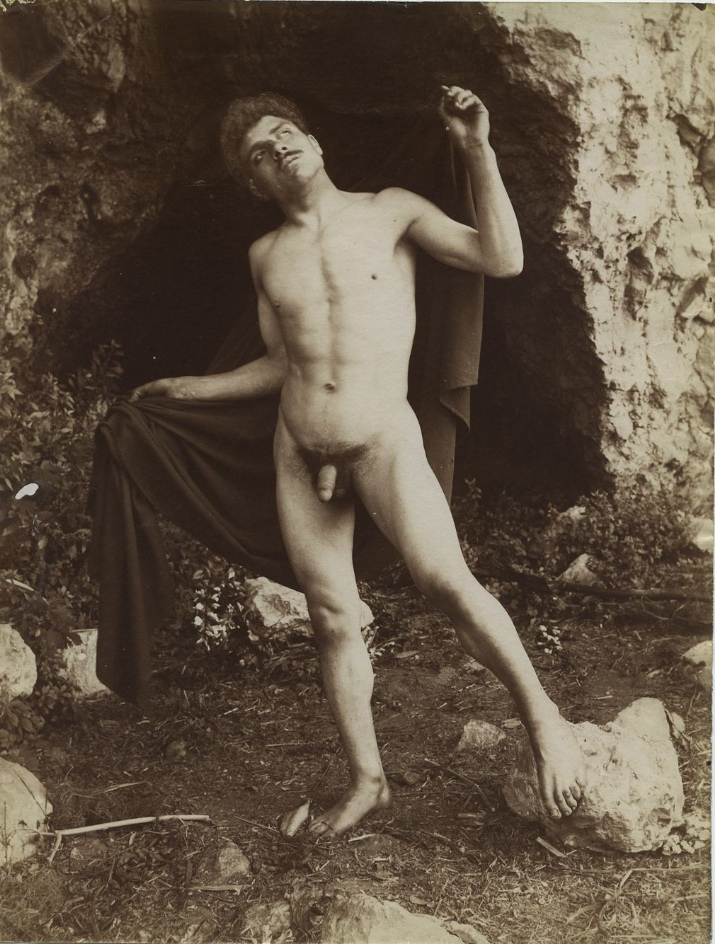
Ad opera di Wilhelm von Gloeden (1856-1931), un classico esempio di foto di nudo maschile

L'italiano "maschio" deriva dal latino classico mas (gen. maris) attraverso la forma masculus, in origine diminutivo. Anche "marito" deriva da mas.

## Età e terminologia
Con i termini "ragazzo", "adolescente", "bambino" si indica, nella terminologia comune, in relazione alle diverse età dello sviluppo e dell'accrescimento, un giovane uomo, che non ha ancora raggiunto la piena maturità sessuale o l'età considerata adulta.
La pubertà è il periodo di passaggio dall'infanzia all'età virile. In quasi tutte le società, il passaggio più importante nella vita di un individuo è proprio la pubertà e molto spesso questo momento è segnato da un rituale molto elaborato. I riti legati alla pubertà costituiscono un esempio particolarmente significativo di quelli che vengono chiamati riti di passaggio. Questi riti celebrano il cambiamento di status con il quale l'individuo assume nuovi ruoli sociali. Come per la nascita, non è il semplice cambiamento fisico (il raggiungimento della maturità sessuale) che viene celebrato, ma il riconoscimento sociale di quel mutamento. I riti d'iniziazione comportano in molti casi, in alcune culture, un periodo di separazione dal resto del mondo, durante il quale gli iniziati ricevono degli insegnamenti particolari.
Un esempio che può essere citato è il Bar mitzvah della religione ebraica che si svolge quando un ragazzo ha 13 anni.
È importante notare, che questi riti di iniziazione non sono realmente finalizzati a fornire conoscenze e capacità tecniche, che i giovani normalmente apprendono nella vita di ogni giorno, ma tendono a sottolineare piuttosto i doveri morali e le responsabilità sociali degli adulti. L'iniziazione puberale o semplicemente l'inizio della pubertà spesso segnano l'inizio della vita sessuale attiva di un individuo.

## Biologia

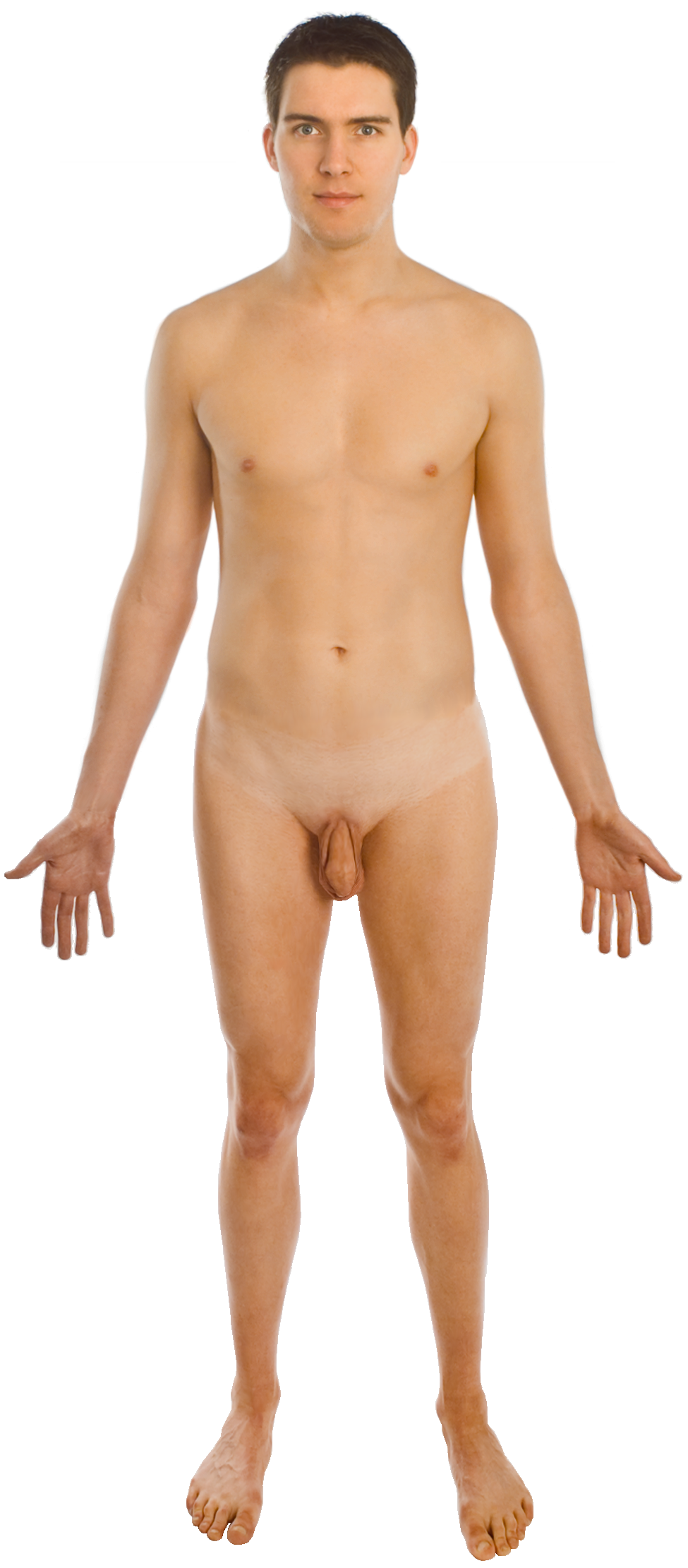
Corpo nudo maschile adulto in posizione anatomica standard.

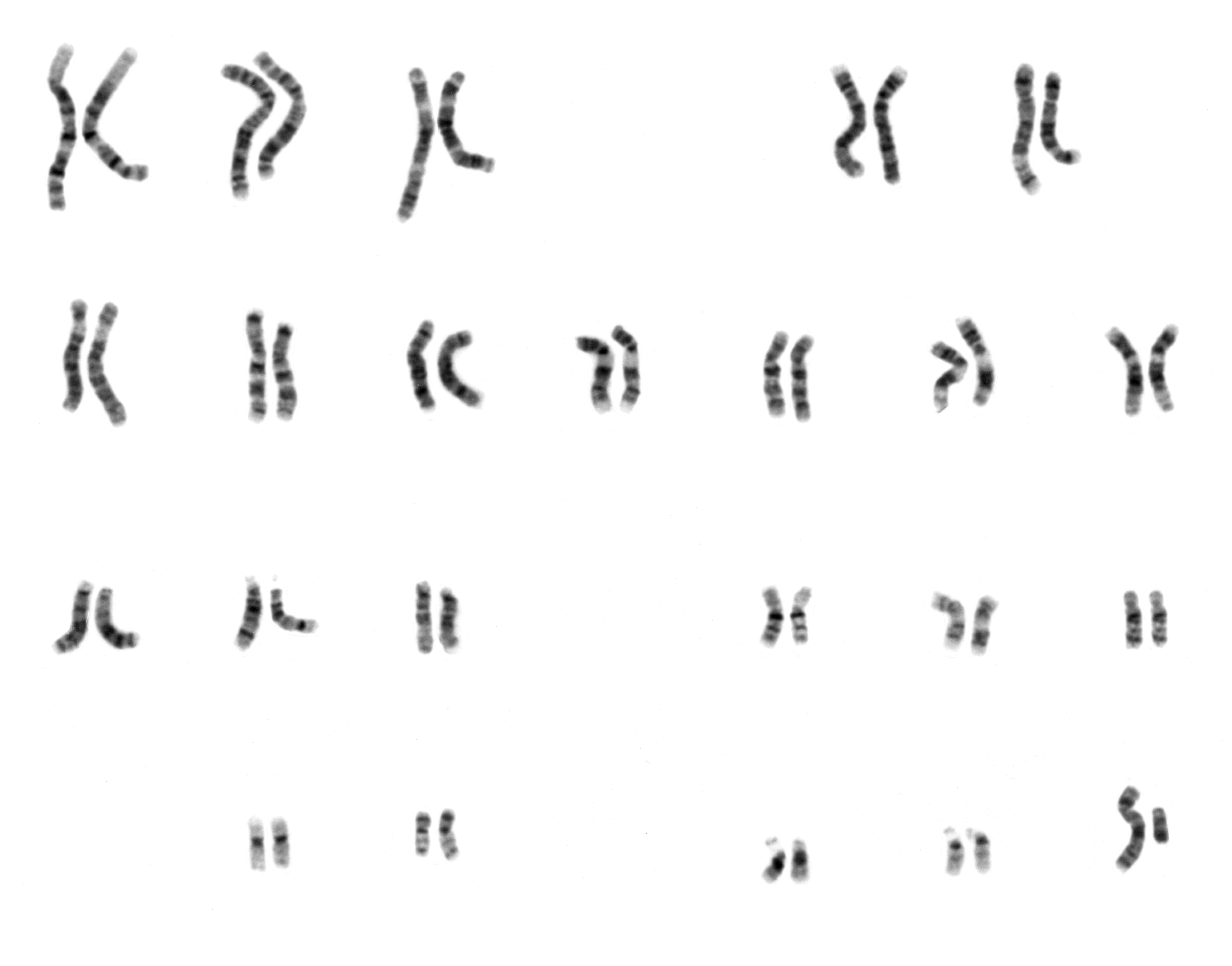
Cariogramma maschile ottenuto mediante colorazione di Giemsa

L'uomo possiede, a livello fisico e biologico, svariate caratteristiche che lo differenziano dalla donna (caratteri sessuali primari e secondari).
Gli esseri umani, infatti, presentano dimorfismo sessuale, anche se la maggior parte di tali caratteristiche non hanno alcun legame diretto con la capacità riproduttiva, hanno un ruolo nell'attrazione sessuale, e possono, in alcune culture, essere coinvolti nel/nei rituali di corteggiamento in funzione dell'accoppiamento.
I caratteri sessuali primari si riferiscono più propriamente all'aspetto degli organi genitali e della riproduzione, quelli secondari si sviluppano fondamentalmente nel passaggio da ragazzi all'età adulta e si differenziano da quelli femminili, per le seguenti caratteristiche:
- maggiore massa corporea, statura, dimensioni di mani e piedi;
- maggiore dimensione del cranio e di altre ossa quali omero, femore, tibia;
- maggiore presenza di pelosità in alcune parti del corpo, tra cui sul viso (barba), sul petto, sugli arti superiori ed inferiori e nella zona pubica;
- maggiore ampiezza delle spalle, petto e cassa toracica;
- pomo d'Adamo più prominente e voce più profonda.

Geneticamente, e dal punto di vista della biologia molecolare, l'uomo, al di là di possibili patologie genetiche, è caratterizzato da cariotipo 46, XY.

### Caratteristiche sessuali

Anatomia dell'apparato riproduttivo maschile

Gli organi sessuali di un uomo fanno parte del relativo apparato riproduttivo ed urinario, che si distingue notevolmente da quello femminile.
Gli uomini hanno organi sessuali che sono prevalentemente esterni, anche se alcune parti del sistema riproduttivo maschile sono interne.
La disciplina che studia la riproduzione nell'uomo e gli organi associati, e le conseguenti possibili patologie, è chiamata andrologia.

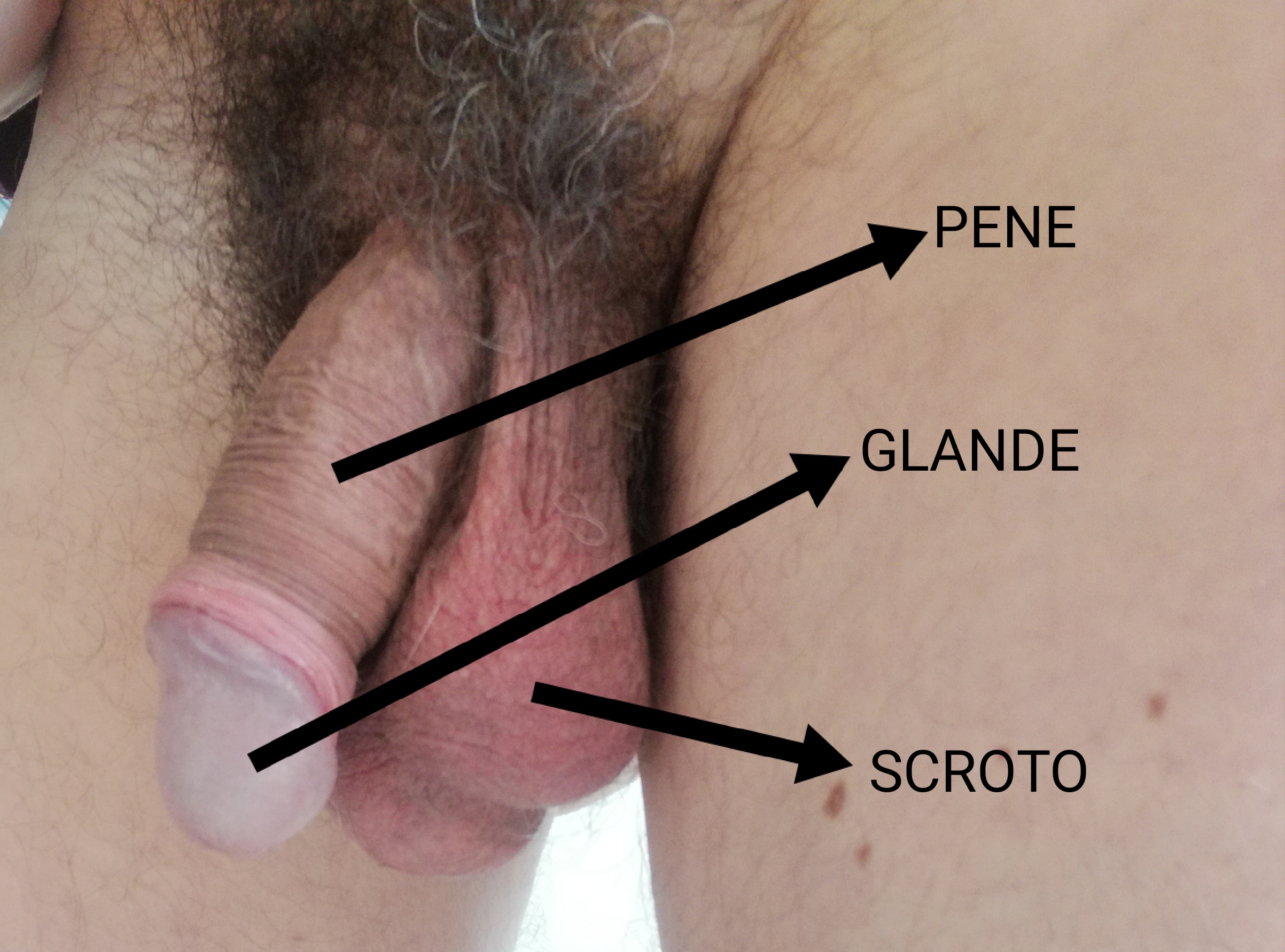
Organi genitali esterni maschili umani

Per gli uomini durante la pubertà, il testosterone, con gonadotropine rilasciato dalla ghiandola pituitaria, stimola la spermatogenesi, e la distinzione sessuale completa nei caratteri sessuali secondari dell'individuo maschio dalla femmina, nelle donne, invece le relative trasformazioni e distinzioni sessuali sono attuate dagli estrogeni e dal progesterone.

### Fattori patologici
In generale, gli uomini soffrono delle stesse malattie delle donne: ci sono tuttavia alcune malattie legate ad aspetti genetici, che sono tipiche, o intervengono più frequentemente, negli uomini. Per esempio l'autismo e il daltonismo sono più comuni negli uomini che nelle donne.
Vi sono anche altre malattie che colpiscono esclusivamente gli uomini, e tra queste si evidenziano quelle che colpiscono la prostata, dato che questa è una ghiandola presente solo nell'apparato genitale maschile. Le malattie che colpiscono questa ghiandola hanno particolare rilievo, in quanto sono tra le patologie che si presentano con più elevata incidenza, per gli uomini di età superiore ai 60 anni.
La più grave è il cancro o carcinoma della prostata che colpisce secondo le attuali recenti statistiche, mediamente tra i paesi occidentali, fino al 15% degli uomini di età compresa tra i 61 ed i 95 anni, (uno su sette), e che si conferma essere anche una delle più gravi forme tumorali nel sesso maschile.
Meno grave, ma con una incidenza maggiore, è l'iperplasia prostatica benigna conosciuta anche come adenoma prostatico che colpisce il 5-10% degli uomini di 40 anni di età, e fino all'80% degli uomini tra 70 e 80 anni.
Fattori biologici (tra cui patologie e difformità genetiche), disturbi insorti nella fase dello sviluppo, della differenziazione cromosomica o ormonale, fattori culturali e altri fattori ancora oggetto di studio, possono influire sull'identità di genere in cui si identifica un individuo (sia di sesso maschile sia femminile). Tra le patologie che possono essere legate a questo aspetto, esiste la cosiddetta sindrome di Morris.

## Mascolinità
Enormi dibattiti, nelle società occidentali, si sono concentrati sulla percezione delle differenze sociali, intellettuali, emotive tra uomini e donne. Queste differenze sono molto difficili da quantificare, per ragioni sia scientifiche che politiche, anche se normalmente gli individui, attribuiscono loro, una considerevole importanza.
La mascolinità trae le sue radici nella genetica (vedi anche sesso), pertanto mentre essa si presenta con forme, usanze diverse in culture differenti, vi sono aspetti comuni nella sua definizione attraverso le stesse.
A volte gli studiosi di genere usano la frase "mascolinità egemone" per distinguere la forma più dominante di mascolinità, dalle altre varianti. Nella metà del XX secolo negli Stati Uniti, per esempio, John Wayne potrebbe incarnare una forma di "mascolinità egemone", mentre Albert Einstein potrebbe essere comunque considerato mascolino, ma non nella stessa forma egemone (tali considerazioni non rappresentano degli assiomi, ma rientrano, per loro natura, nella categoria degli stereotipi di genere).
L'antropologia ha dimostrato come in molte culture la mascolinità in sé stessa, sia uno status sociale, così come la ricchezza, la razza e la classe sociale. Nella cultura occidentale, per esempio, tradizionalmente una maggiore mascolinità, nel confronto tra uomo e uomo, e a parità di altre condizioni, favorisce di solito un maggiore status sociale. Molte parole, come virtù e virile (dal latino e ancor più dalla radice sanscrita vir, che significa uomo) rispecchiano questa situazione. Da ciò è derivata, nel pensare comune, una implicita associazione con forza o valore fisico e morale. La mascolinità è associata più frequentemente alla condizione di uomo adulto che di ragazzo.
In alcune culture, non presentare caratteristiche tipiche e consone al proprio genere può diventare un problema sociale per l'individuo. Tra gli uomini, alcuni comportamenti differenti dallo standard, o atteggiamenti non virili, possono indurre ed essere considerati un segno di omosessualità, mentre tra le ragazze chi mostra un comportamento maschile è spesso apostrofata come un "maschiaccio".
All'interno della sociologia tali etichettature, condizionamenti a volte fortemente discriminatorie sono definite, nei casi più gravi, con i termini xenofobia ed omofobia ed un compito delle scienze sociali è appunto quello di migliorare l'accettazione degli individui che hanno preferenze o stili di vita "non standard" o meglio, che non interpretano i comportamenti "della maggioranza degli individui", attraverso una migliore apertura culturale. Il comportamento corrispondente ad un atteggiamento culturale e sociale, basato solo o principalmente, sull'affermazione delle virtù e delle qualità legate alla mascolinità è definita machismo o maschilismo.
L'importanza relativa dei ruoli di socializzazione e della genetica, nello sviluppo della mascolinità, continua ad essere dibattuta. Il condizionamento sociale e l'educazione, soprattutto nell'età dello sviluppo, gioca un ruolo, va sottolineato comunque, come rilevanza statistica, che alcuni aspetti della identità maschile, esistono in quasi tutte le culture umane.
Lo sviluppo storico del ruolo di genere è affrontato da settori quali la genetica del comportamento, la psicologia evolutiva, l'ecologia umana, e la sociobiologia. Tutte le culture umane sembrano incoraggiare lo sviluppo dei ruoli di genere, attraverso la letteratura, il costume ed anche il canto. Alcuni esempi di questo aspetto si trovano in grandi opere del passato quali l'epica di Omero, i racconti di Re Artù (Ciclo Bretone), le citazioni filosofiche di Confucio o gli studi biografici del profeta Maometto.
Trattazioni più specializzate dell'aspetto della mascolinità possono essere trovate in opere come la Bhagavad Gita.

## Cultura e ruoli di genere
In termini di apparenza estetica, pochi uomini occidentali indossano gioielli o fanno uso di cosmetici, in quanto pratiche considerate più propriamente femminili. La moda tuttavia, sebbene in occidente sia diversificata in moda maschile e moda femminile è in continua trasformazione, indossare gioielli (per esempio indossare orecchini) è oggi, in alcuni ambiti culturali, diffuso anche tra gli uomini.
In termini di genere, secondo diverse ricerche condotte negli ultimi anni, esistono differenze cerebrali tra uomini e donne, nel modo di pensare e di comportarsi, che sembrano andare oltre gli effetti dei condizionamenti culturali e dell'educazione. Le prime differenze iniziano addirittura a livello fetale: nei nove mesi di gravidanza gli ormoni sessuali, estrogeni e androgeni, oltre ad indirizzare lo sviluppo fisico del futuro bambino sono in grado di modificare l'organizzazione cerebrale in un senso o nell'altro.
In pratica, il bagno ormonale in cui siamo immersi prima della nascita, condiziona la formazione delle sinapsi, cioè i collegamenti tra neuroni. E crea le prime importanti differenze tra il cervello maschile e quello femminile.
Si possono delineare alcune caratteristiche generalmente associate agli uomini, per quanto sia importante ricordare come tali generalizzazioni debbano essere considerate solo come una tendenza generale dei risultati delle ricerche e non in senso assoluto, dato che possono variare da individuo ad individuo:
- l'avere gli emisferi cerebrali di maggiore dimensione, ma minore densità neuronale nello spazio corticale e minore materia bianca[7];
- l'essere più aggressivi delle donne (solo a causa dell'amigdala, organo che regola i comportamenti impulsivi e violenti[8]). Gli uomini tendono a mostrare maggiore aggressività nelle relazioni esterne[9].

### Ruoli esclusivamente maschili

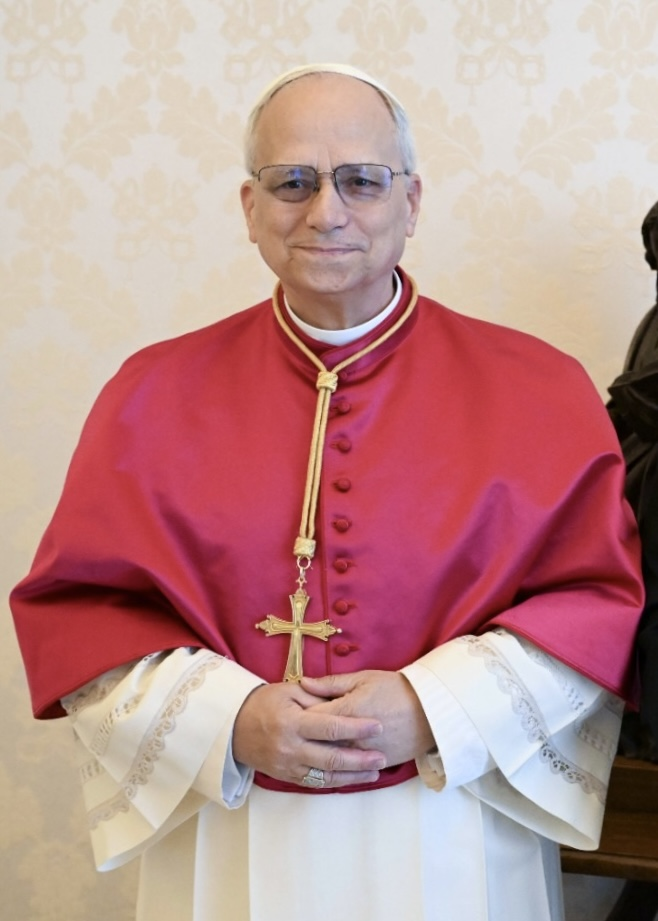
Papa Leone XIV, capo della Chiesa cattolica, ricopre un ruolo riservato solo agli uomini

Esistono alcune posizioni e titoli riservati ai soli uomini, ad esempio ruoli religiosi come il sacerdozio nella Chiesa cattolica e nelle Chiese ortodosse, il ruolo di imam nella maggior parte delle correnti dell'Islam, il ruolo di rabbino nella religione ebraica ortodossa.
Nelle monarchie, il diritto dinastico di erede al trono nella linea di successione al monarca regnante spetta più frequentemente agli uomini (legge salica). Le monarchie dell'Europa settentrionale hanno progressivamente abolito tra la fine del XX e l'inizio del XXI secolo la legge salica o semisalica, e la linea di successione spetta al primogenito a prescindere dal genere di appartenenza.